# The Little Mermaid: Ariel’s Undersea Adventure
The Little Mermaid: Ariel’s Undersea Adventure — компьютерная игра, выпущенная в 2006 году по мотивам одноименного мультфильма студии Disney для приставок Nintendo DS.

## Сюжет
Как такового в игре сюжета нет — игрок управляет персонажами, выполняя различные задания в знакомых по одноименному мультфильму декорациях подводной пещеры, где хранятся сокровища Ариэль, замка Тритона и т. д.

## Геймплей
В процессе игры придётся использовать все дополнительные устройства, совместимые с Nintendo DS.
К примеру, прежде чем новое сокровище займёт место на полке в пещере Ариэль, предмет должен быть почищен. Для этого нужно использовать функцию touch screen. Чтобы смахнуть пыль, игрок должен дуть в микрофон. Кроме того, в некоторых миссиях игрок должен спеть, чтобы открыть замок на сундуке или надуть пузырь определённого размера.
По мере прохождения уровней и получения бонусов, игроку открываются видео-эпизоды — фрагменты из классического мультфильма.

## Уровни
В игре 16 уровней, на которых необходимо выполнить 19 миссий.